# 臺中南天宮
臺中南天宮，是興建於1950年、位於臺中市東區自由路三段309號的關帝廟，1952年正殿竣工後仍逐年陸續擴建直至1984年完成廟頂臺灣中部地區最大的關聖帝君塑像，附設有「南天宮紀念館」、「關聖帝君文化館」，現為臺中市規模最巨的關帝廟。

## 沿革

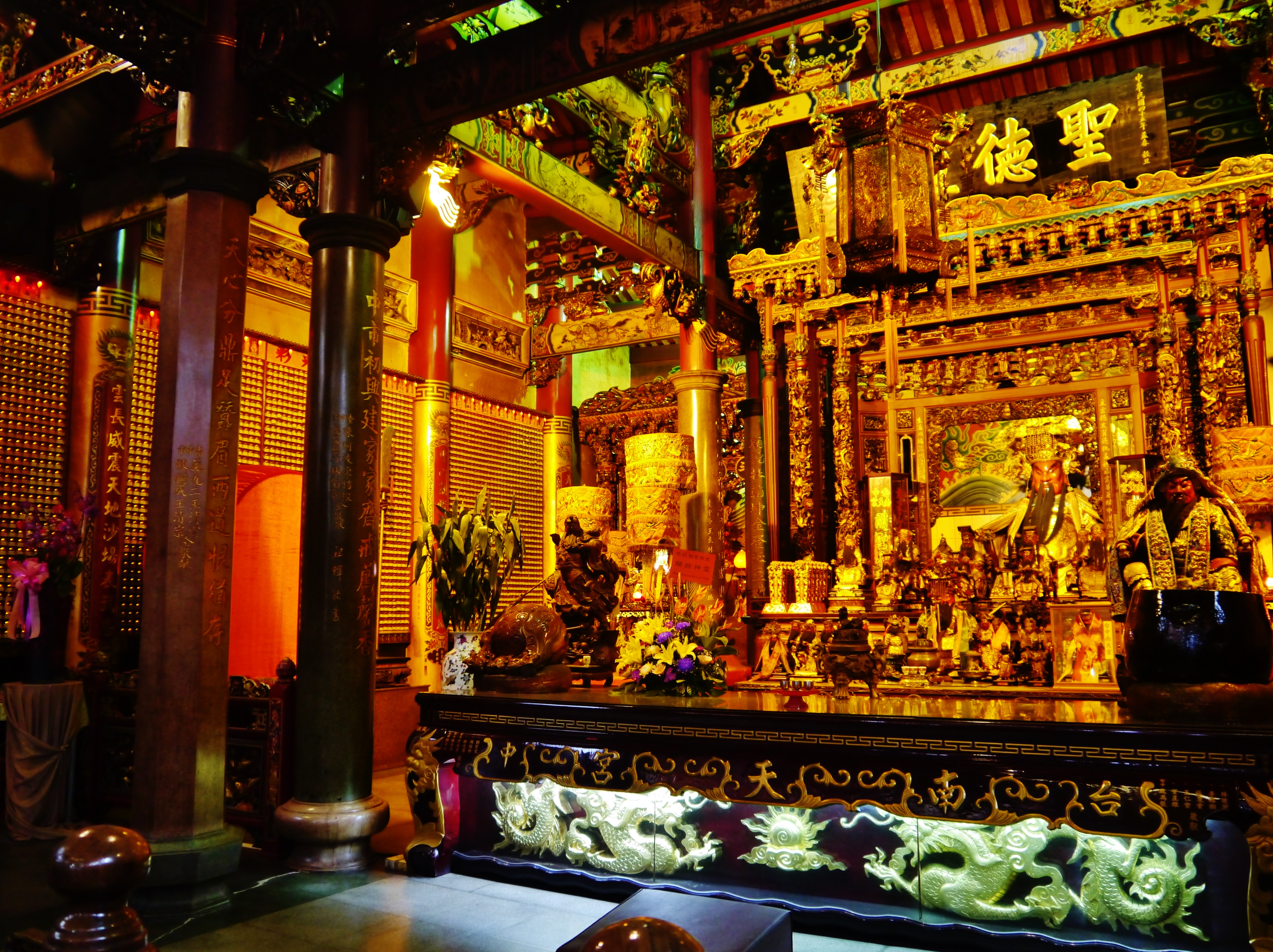
正殿神龕

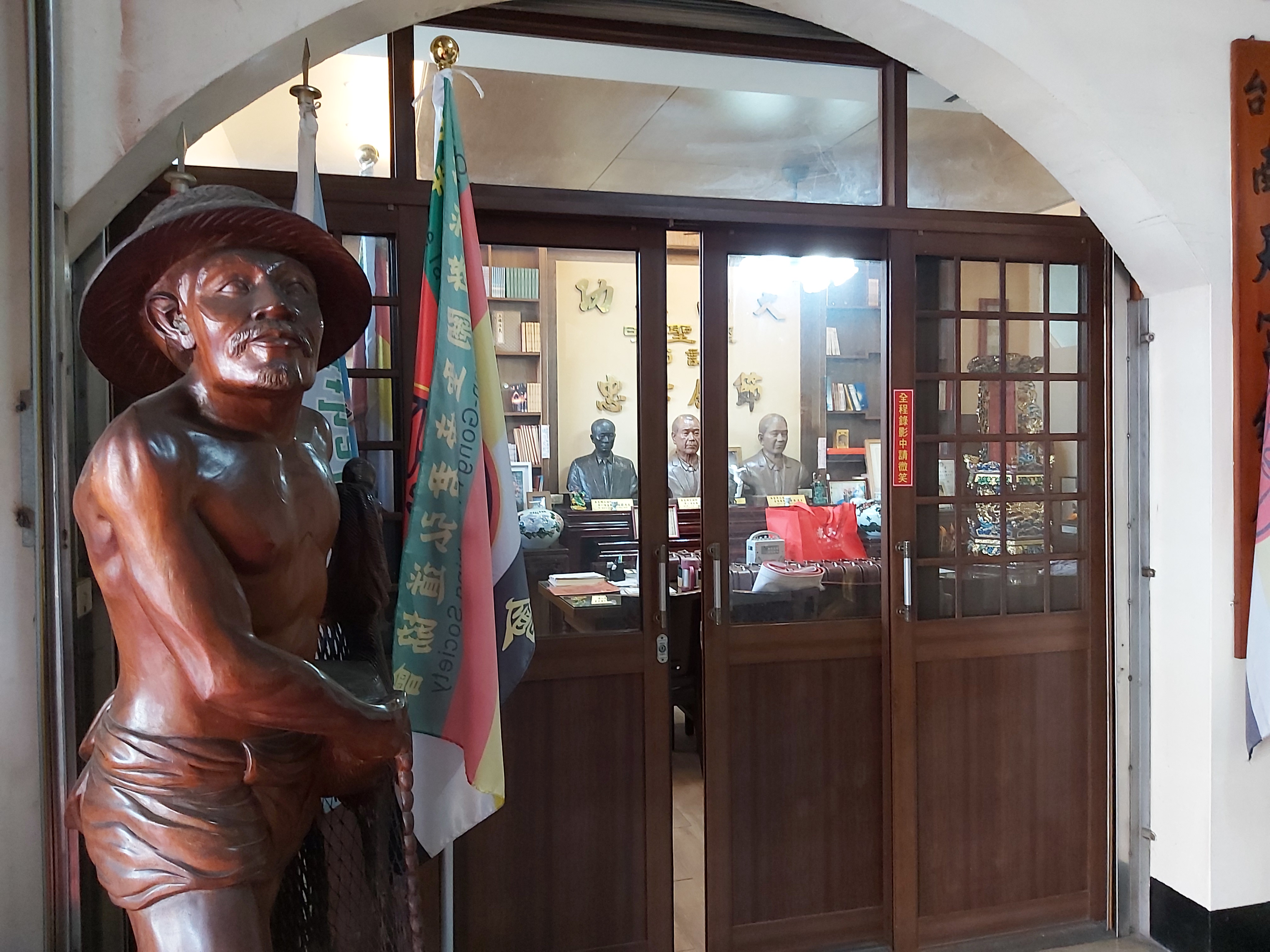
管理中心大門

1949年，臺中市北區大誠街「善修堂」信眾推舉龔顯柴為堂主、蔡奇瑞為副堂主成立「南天宮興建籌備委員會」，廟地由首任主委龔顯柴捐地奉獻，並於蔡奇瑞號召下於1950年正式破土建廟，兩年後廟體正殿竣工，是年農曆五月十三日按古禮舉行關聖帝君神像入火安座儀式。正殿完工後繼續擴建東、西廂房與山川樓，前後四、五年陸續完工初具規模，其中龍柱石材以及紅木棟樑自中國進口，整體為閩式風格建築。1961年，蔡奇瑞繼為第二任主委，任內於1980年興工增建後殿大樓及高146台尺（約44.2公尺）的關聖帝君坐姿巨型神像，1984年巨型神像落成竣工。1996年蔡榮泉繼為第三任主委，任內去世。1998年吳光雄獲該廟管理委員會推舉為第四任主委迄今。2021年，吳光雄出任「中華道教關聖帝君弘道協會」第七屆總會長。2023年12月關公文化節及秋季祈福大典期間推廣「全民明聖經」的讀經典禮，並舉辦全國首屆「武聖盃」女子國小排球比賽。
- 牌匾
- 前殿
- 烏龜池
- 屋頂
- 藻井
- 神轎

## 祀神與概要

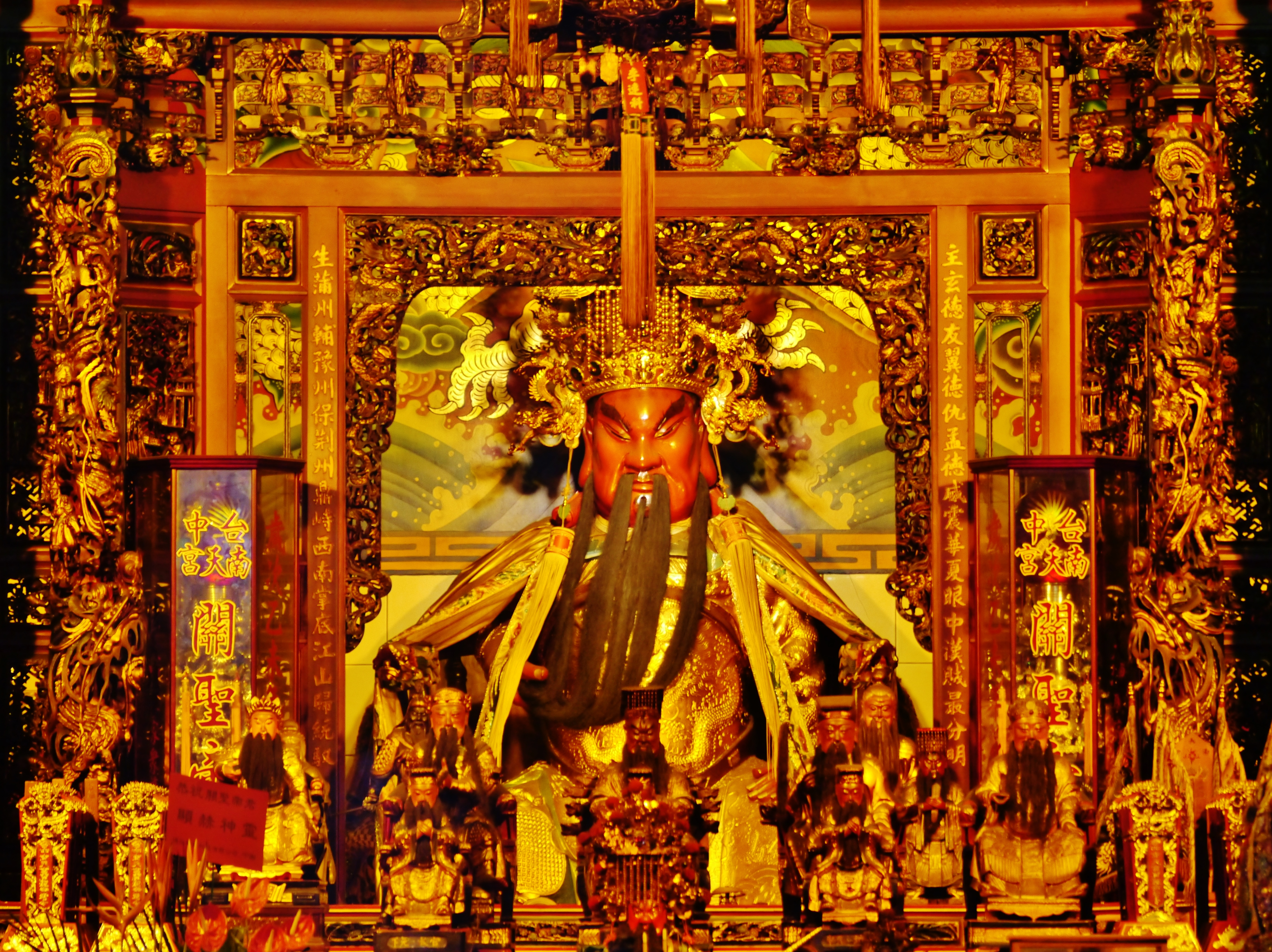
正殿關聖帝君寶像

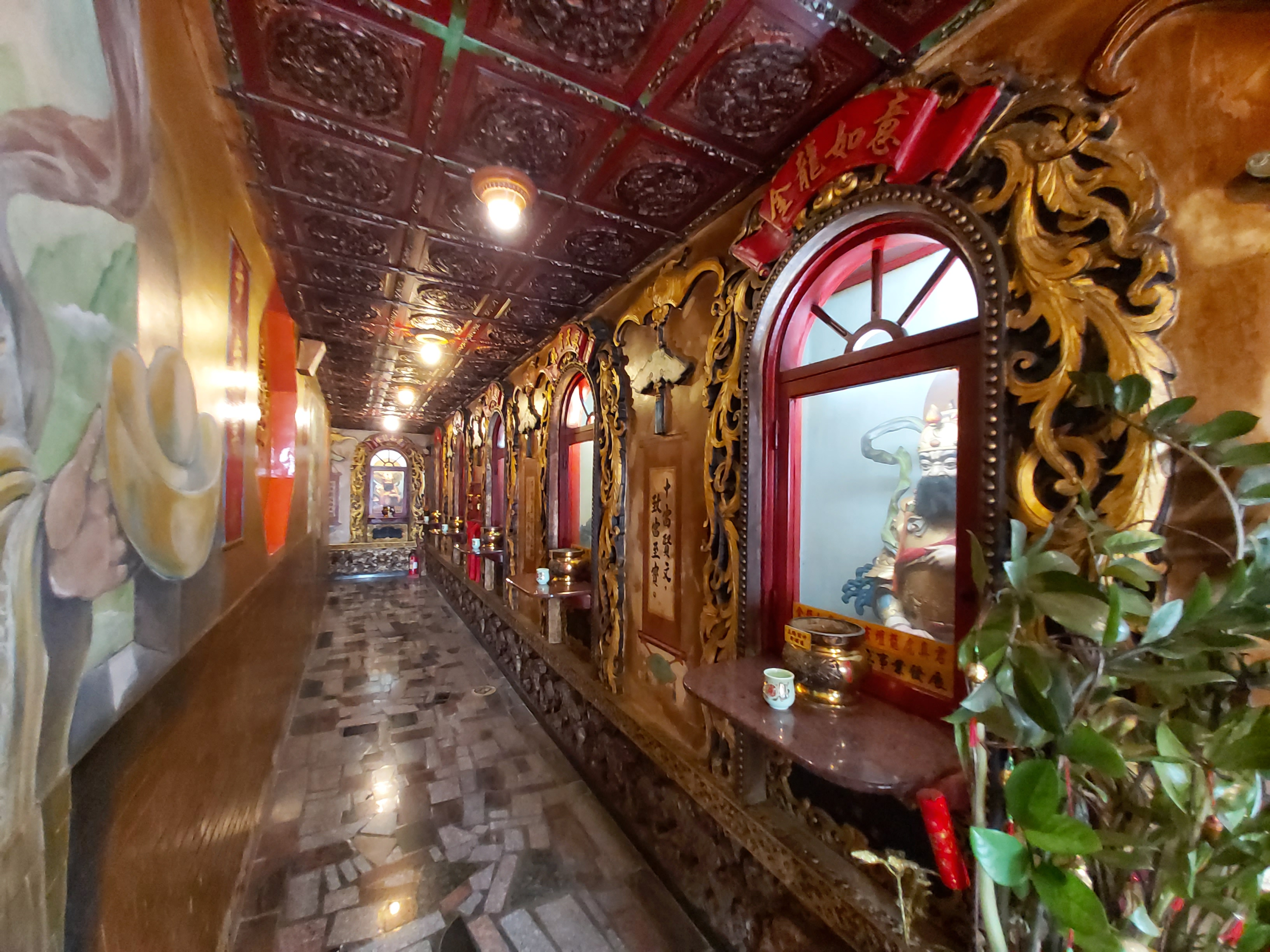
財神洞

廟體後殿樓高六層，設有17座神龕以及一座財神洞，殿宇兩側設有宗教文化公園。一樓前殿主祀關聖帝君，另有太歲星君與斗母星君從神。龍爿殿奉祀至聖先師與文昌應化-張仙大帝聖相，虎爿殿奉祀精忠岳武穆王-岳武穆、豁落靈官-王天君聖相及。後殿奉祀文財神-比干與福德正神、黑虎爺神位；二樓奉祀月下老人、和合二仙、文昌帝君及五文昌帝君；三樓為千聖殿，供奉天上聖母娘娘、註生娘娘及關聖帝君；四樓為觀音殿，祀奉觀世音菩薩、保生大帝及武財神；五樓為天公殿，奉祀玉皇大帝﹑北斗星君﹑南斗星君﹑孚佑帝君及玄天上帝；六樓為財神殿，供奉武財公、關聖帝君、中壇元帥、虎爺及五路財神與天官大帝神位。

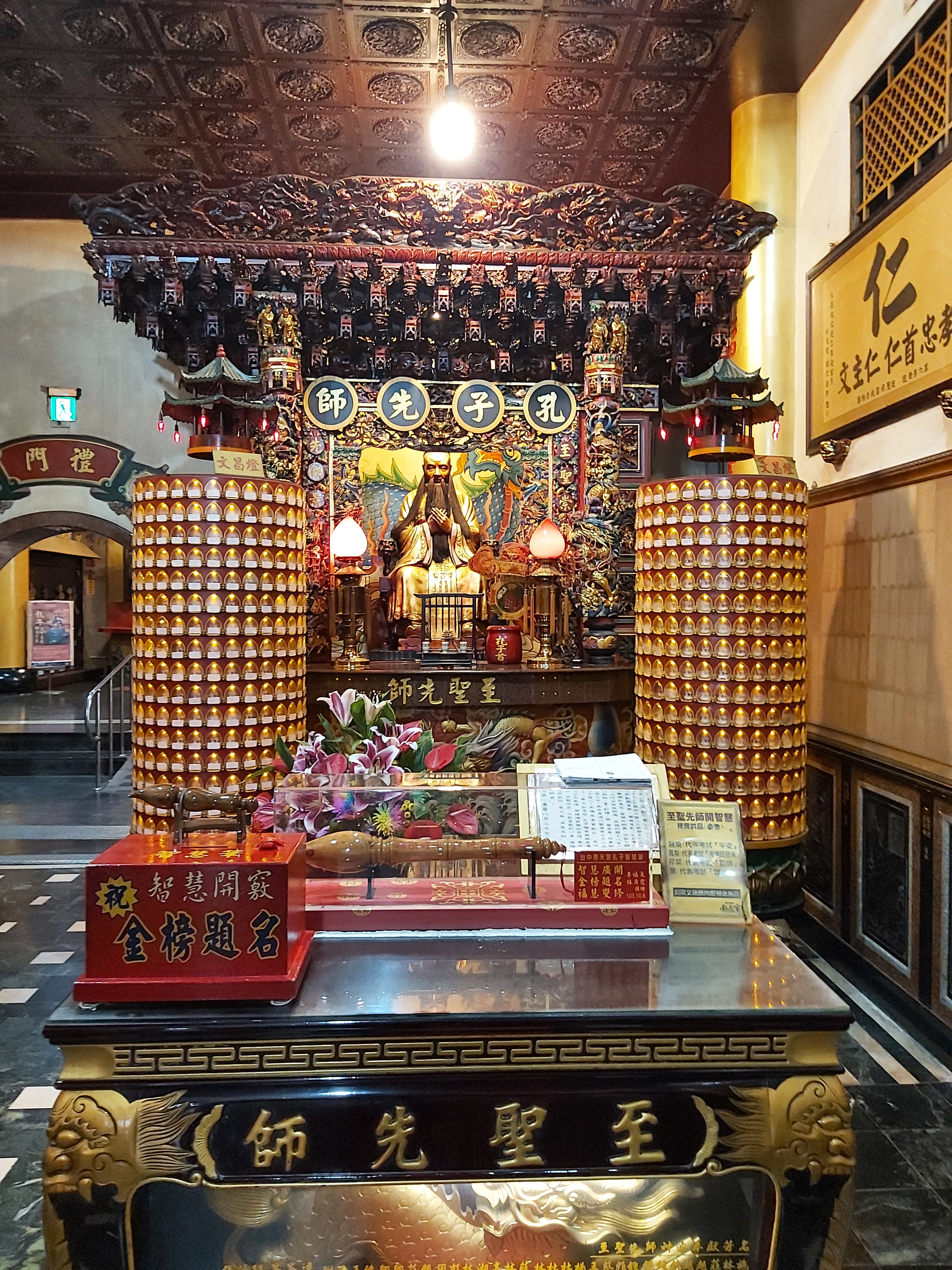
至聖先師
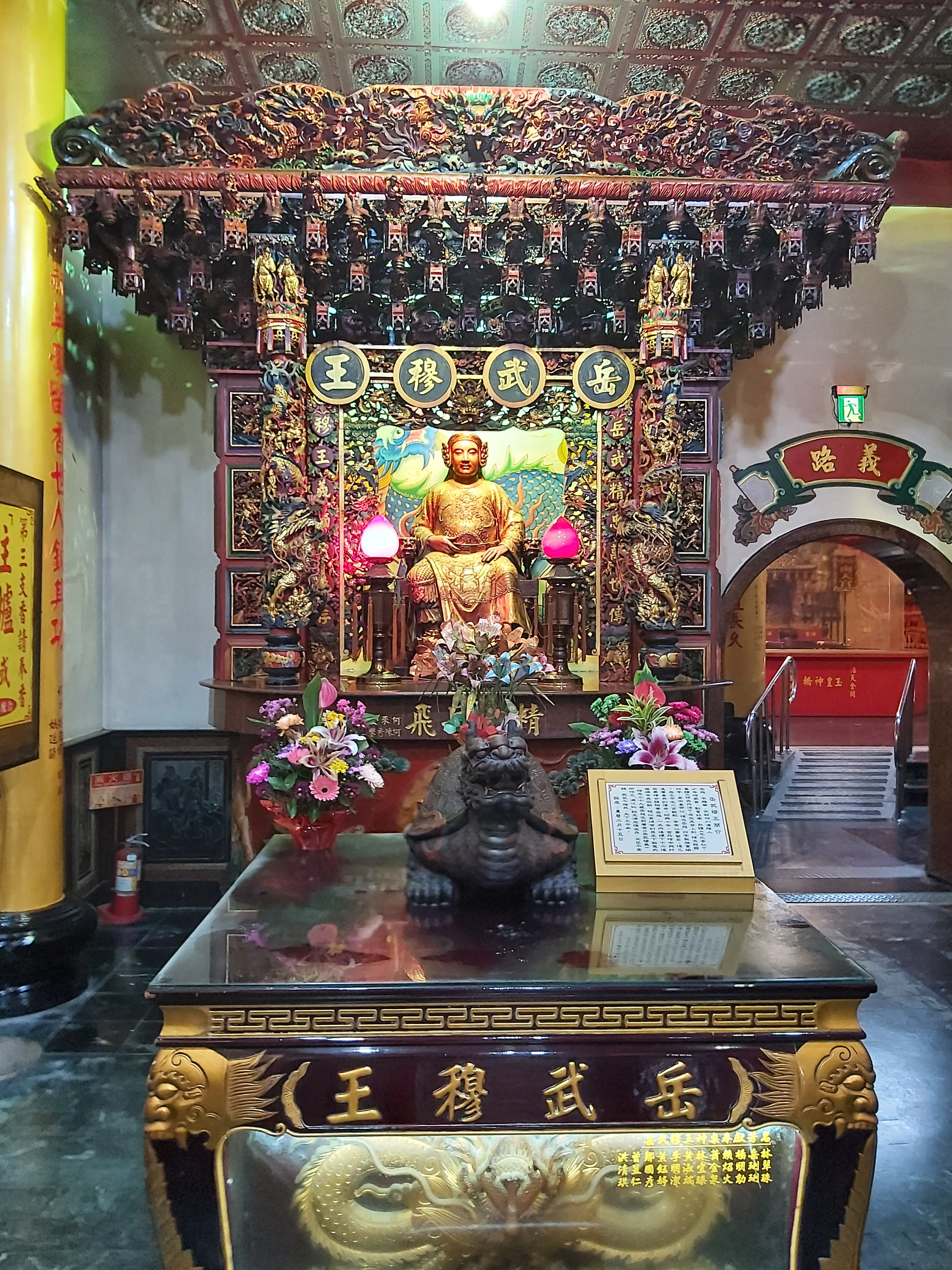
岳武穆王
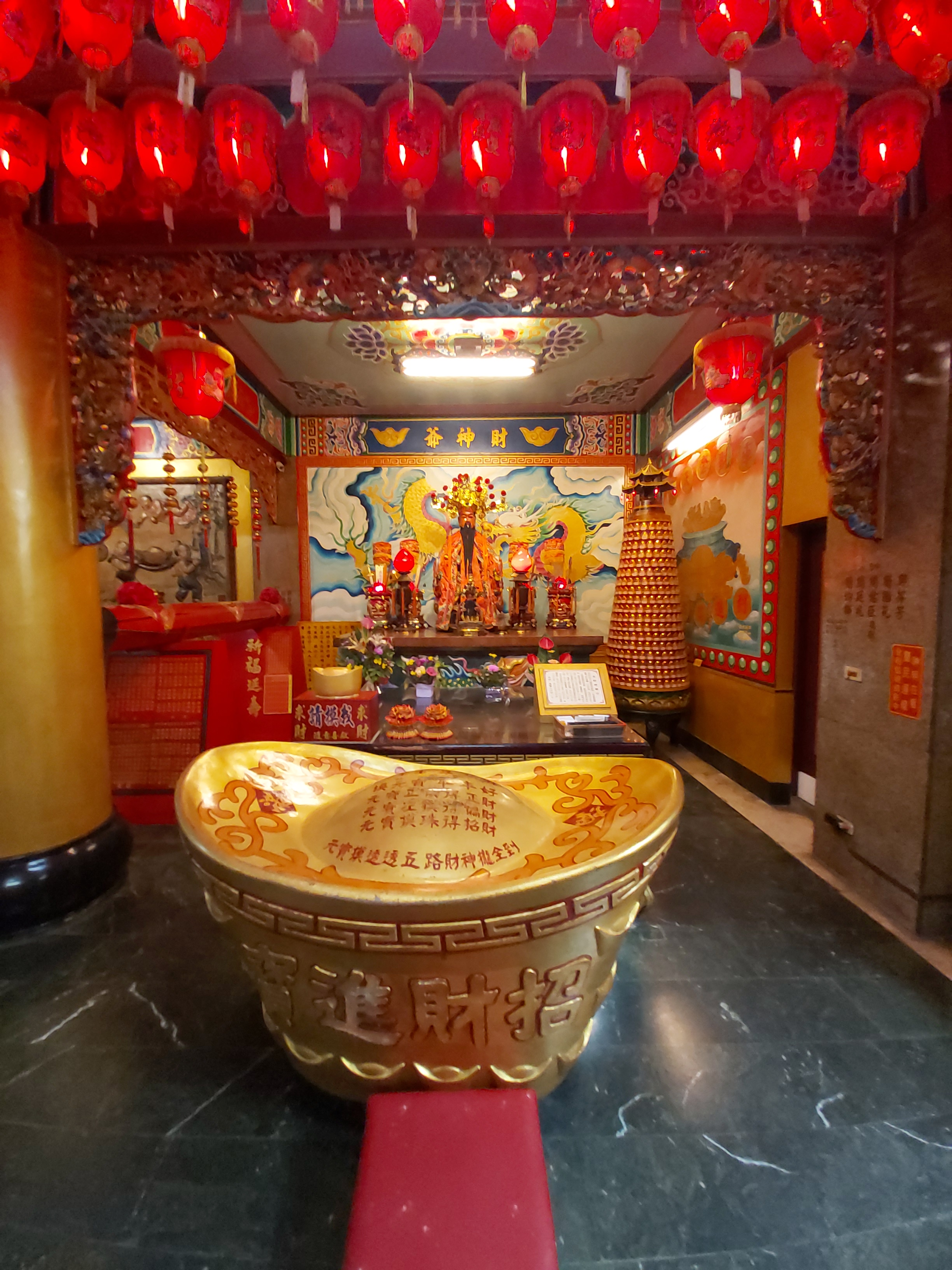
財神爺
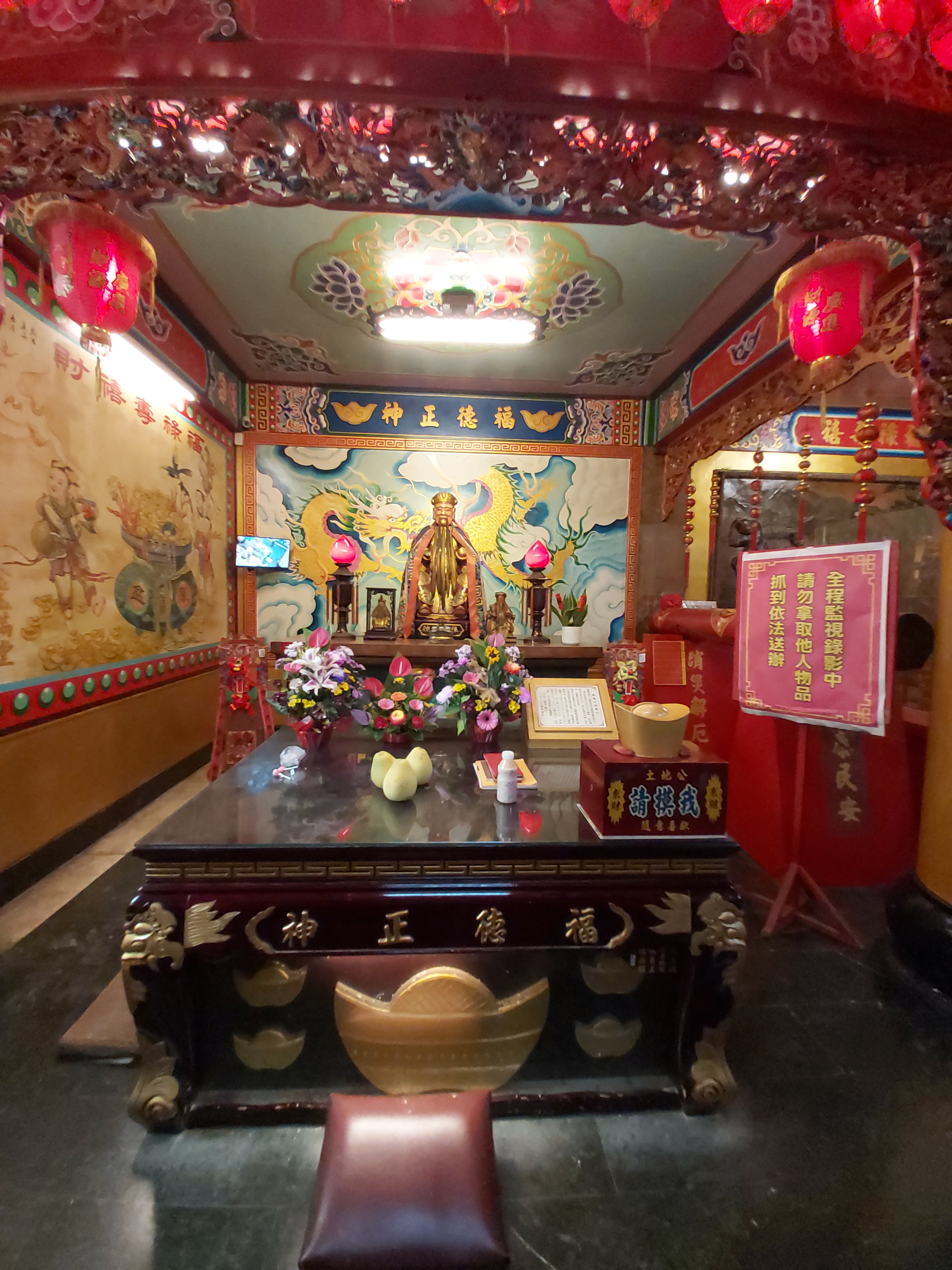
福德正神
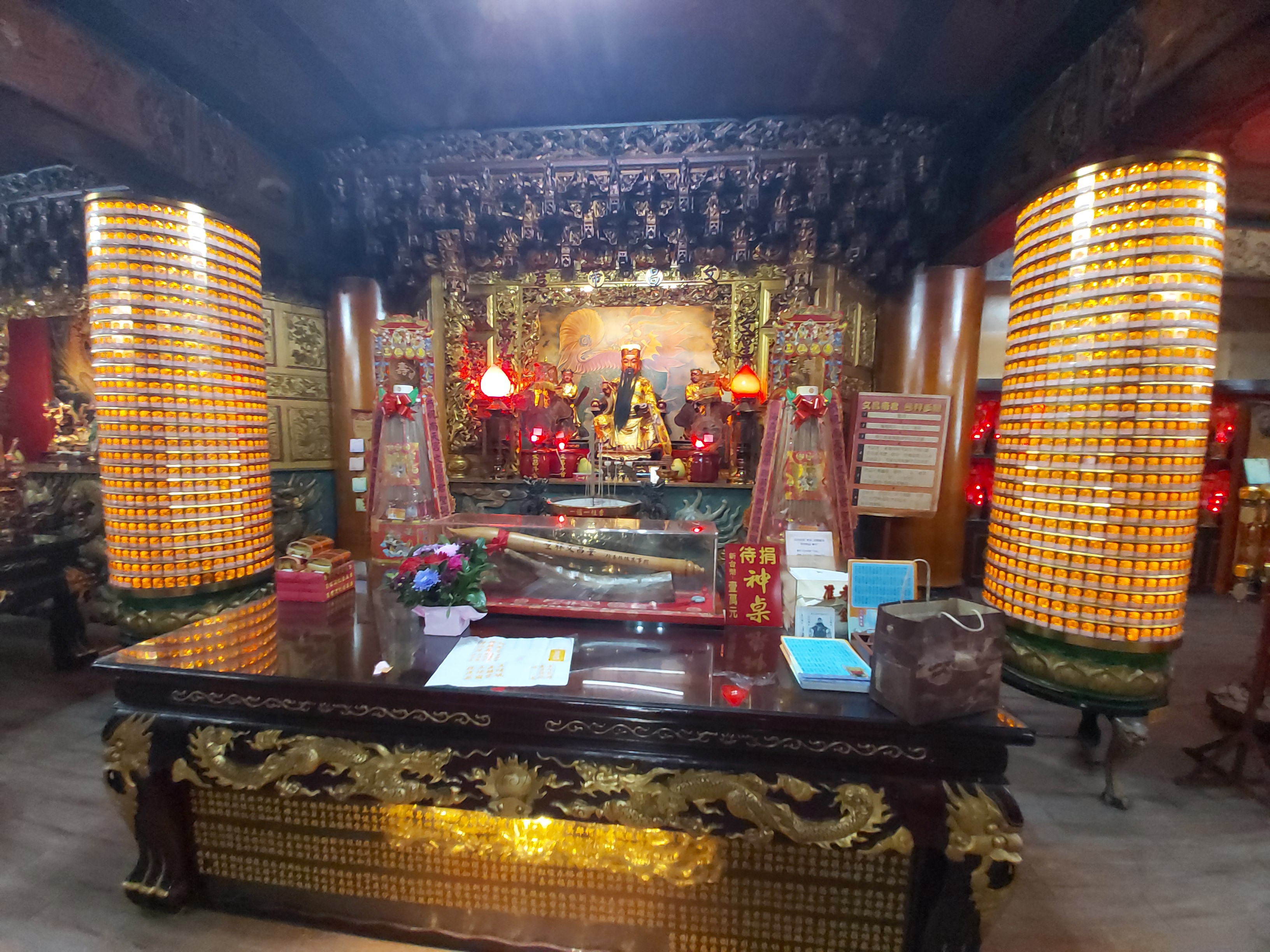
文昌帝君
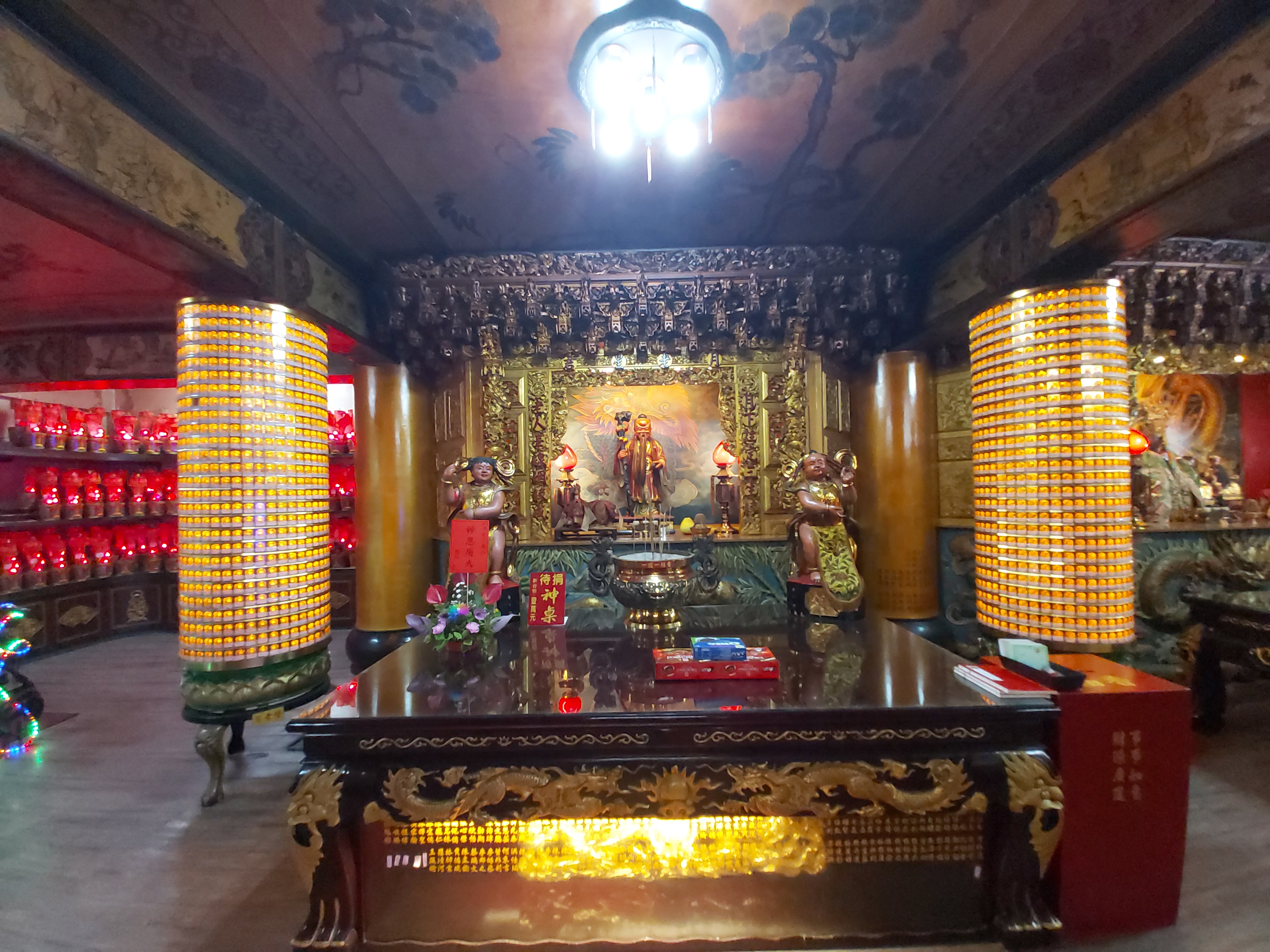
月老星君
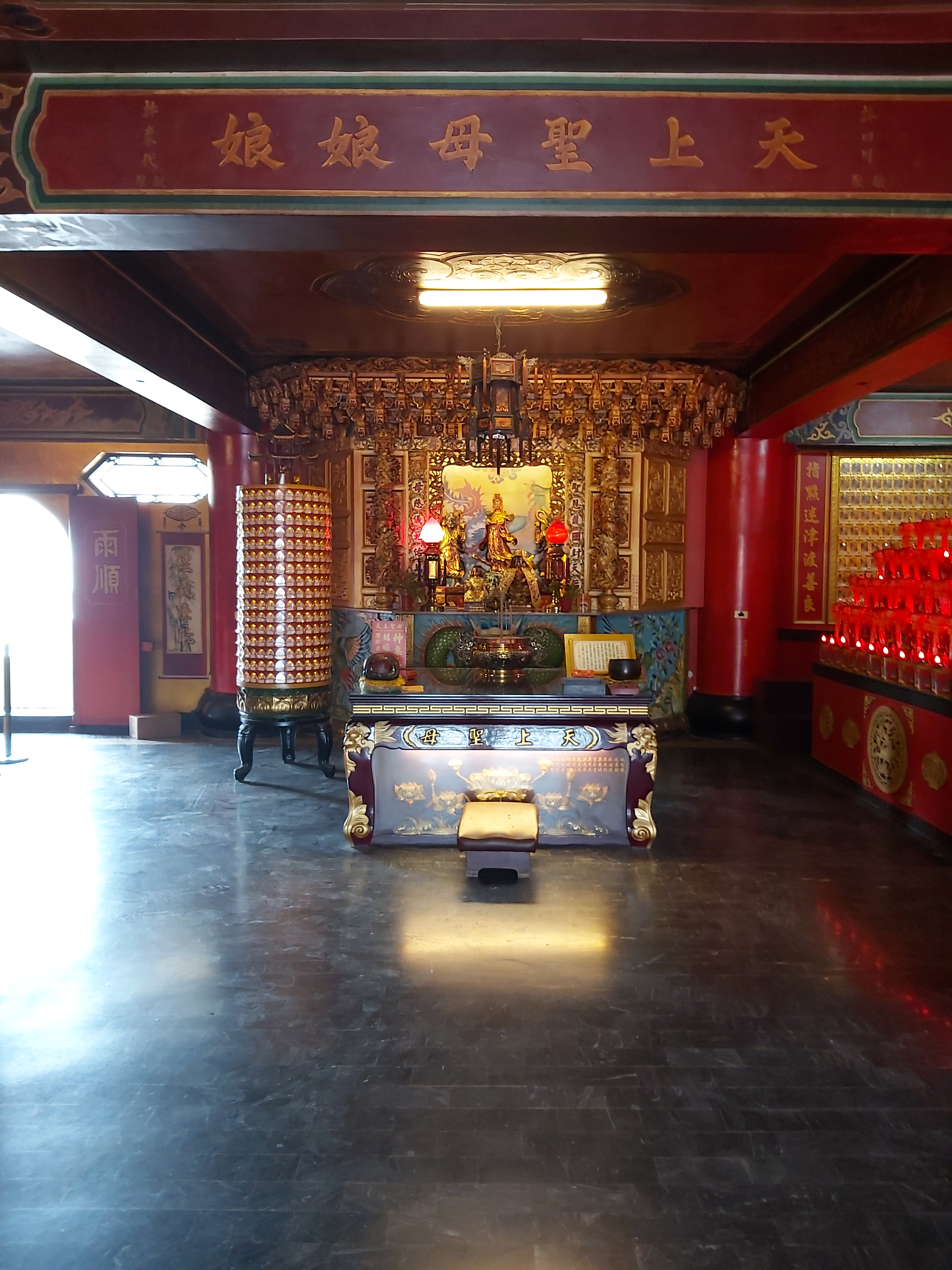
天上聖母
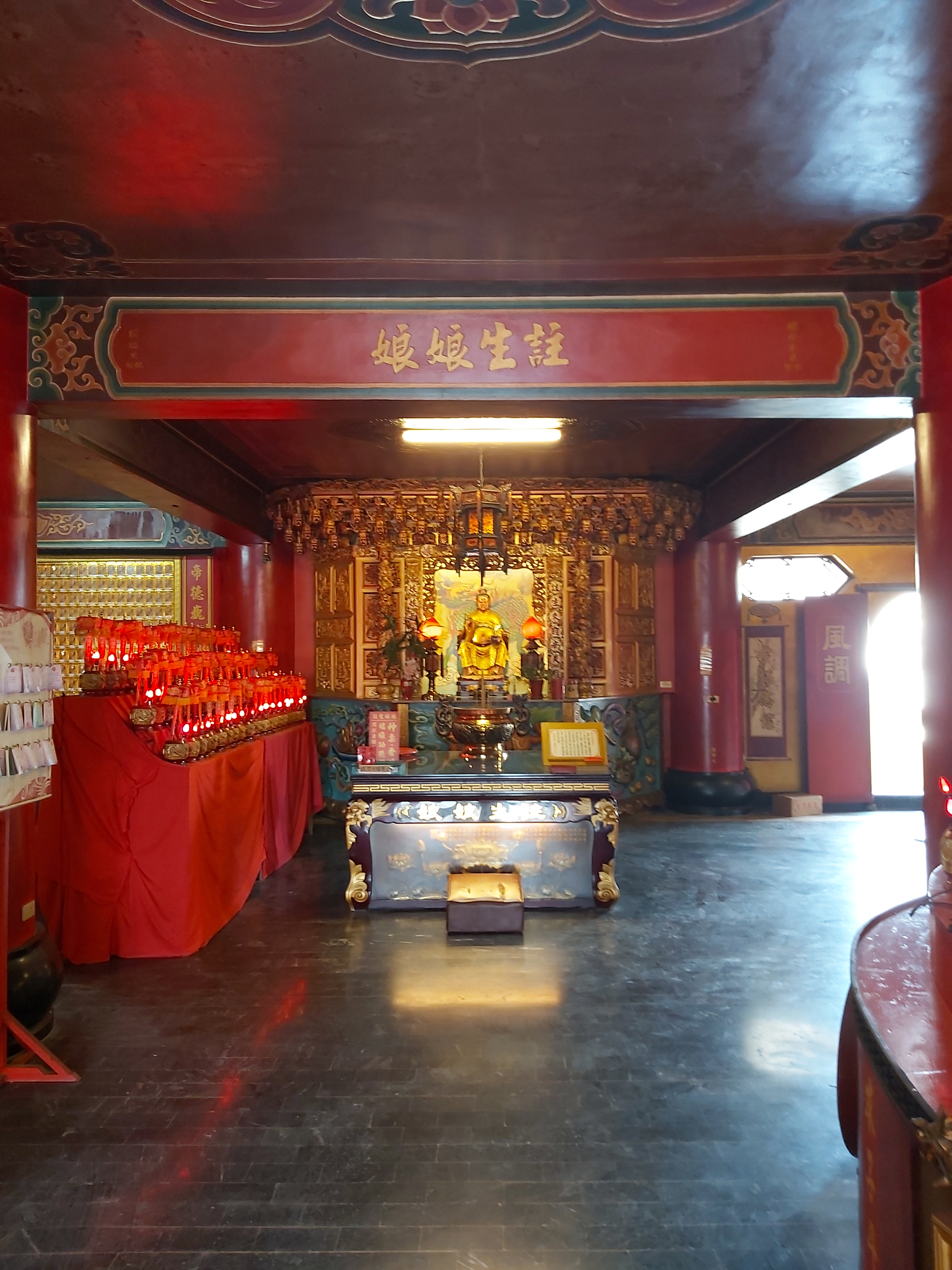
註生娘娘
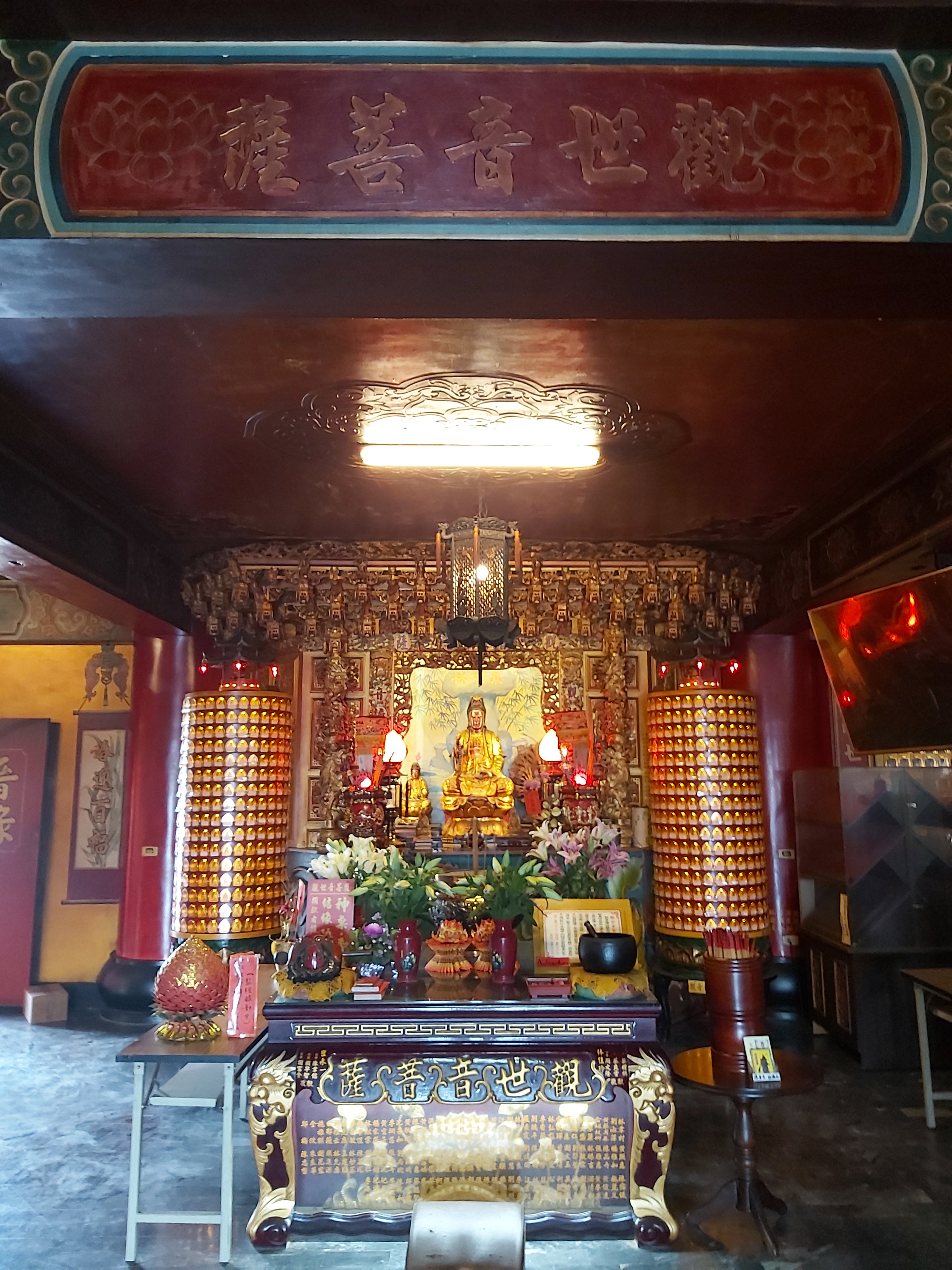
觀世音菩薩
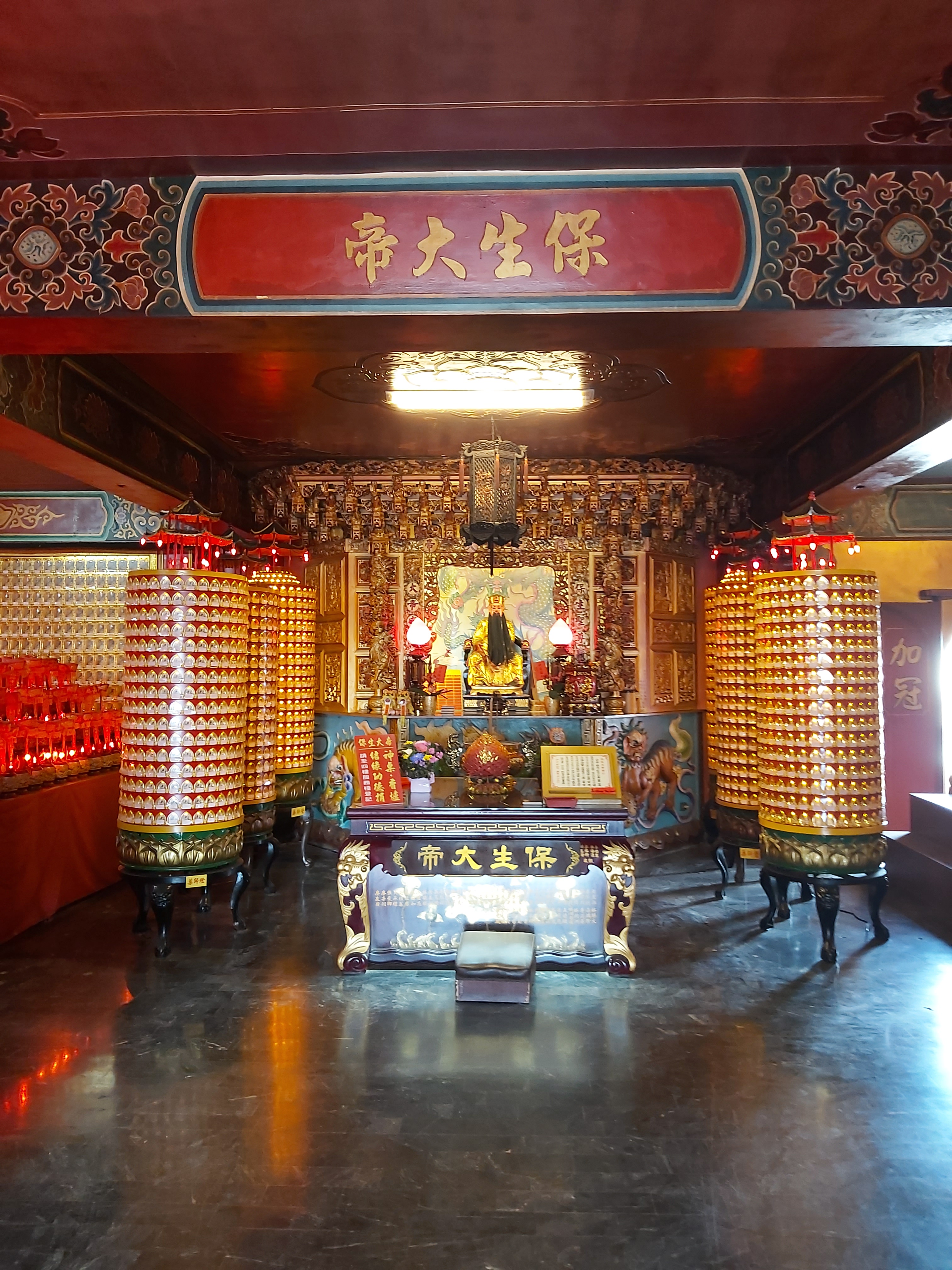
保生大帝
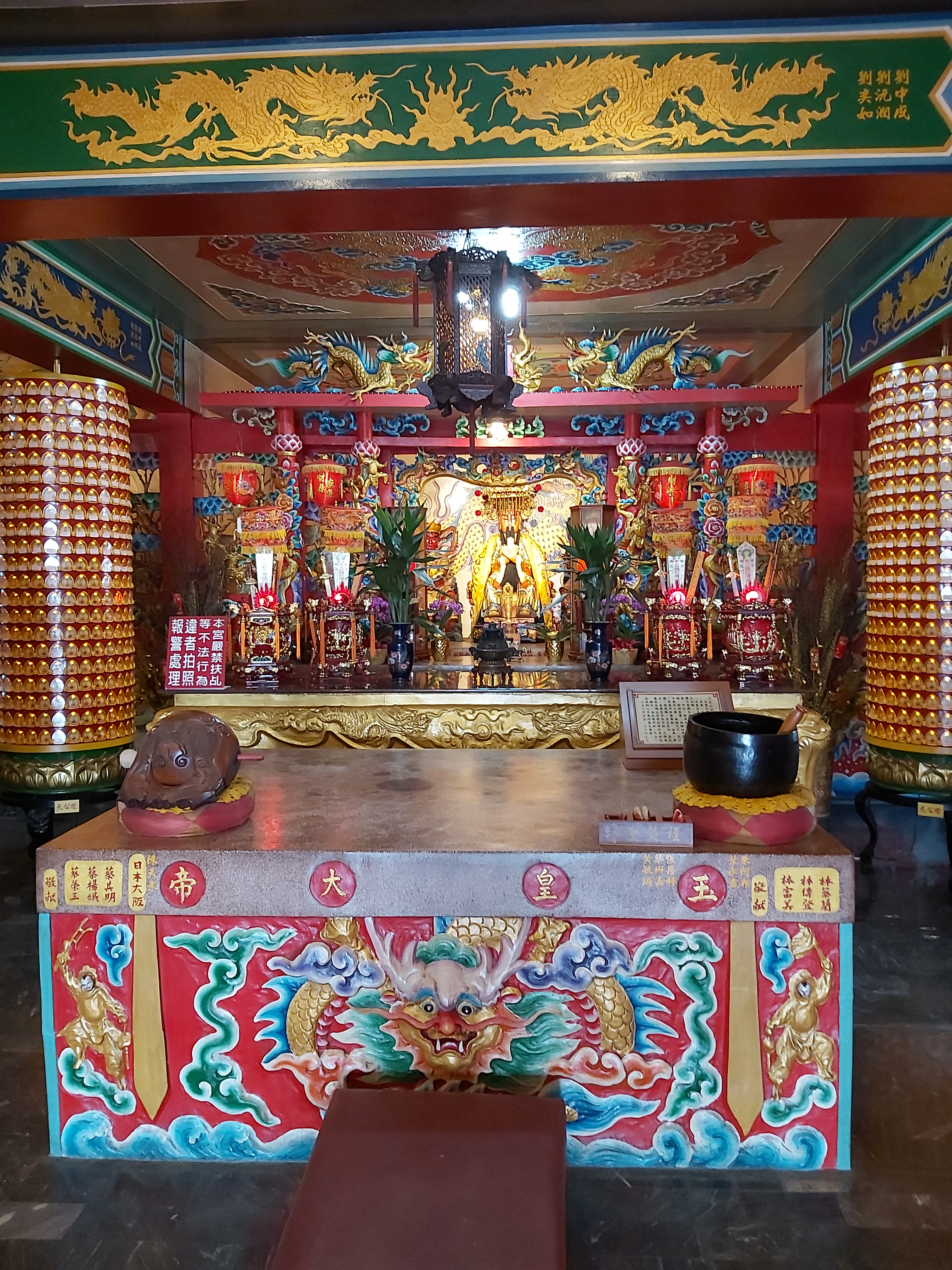
玉皇大帝
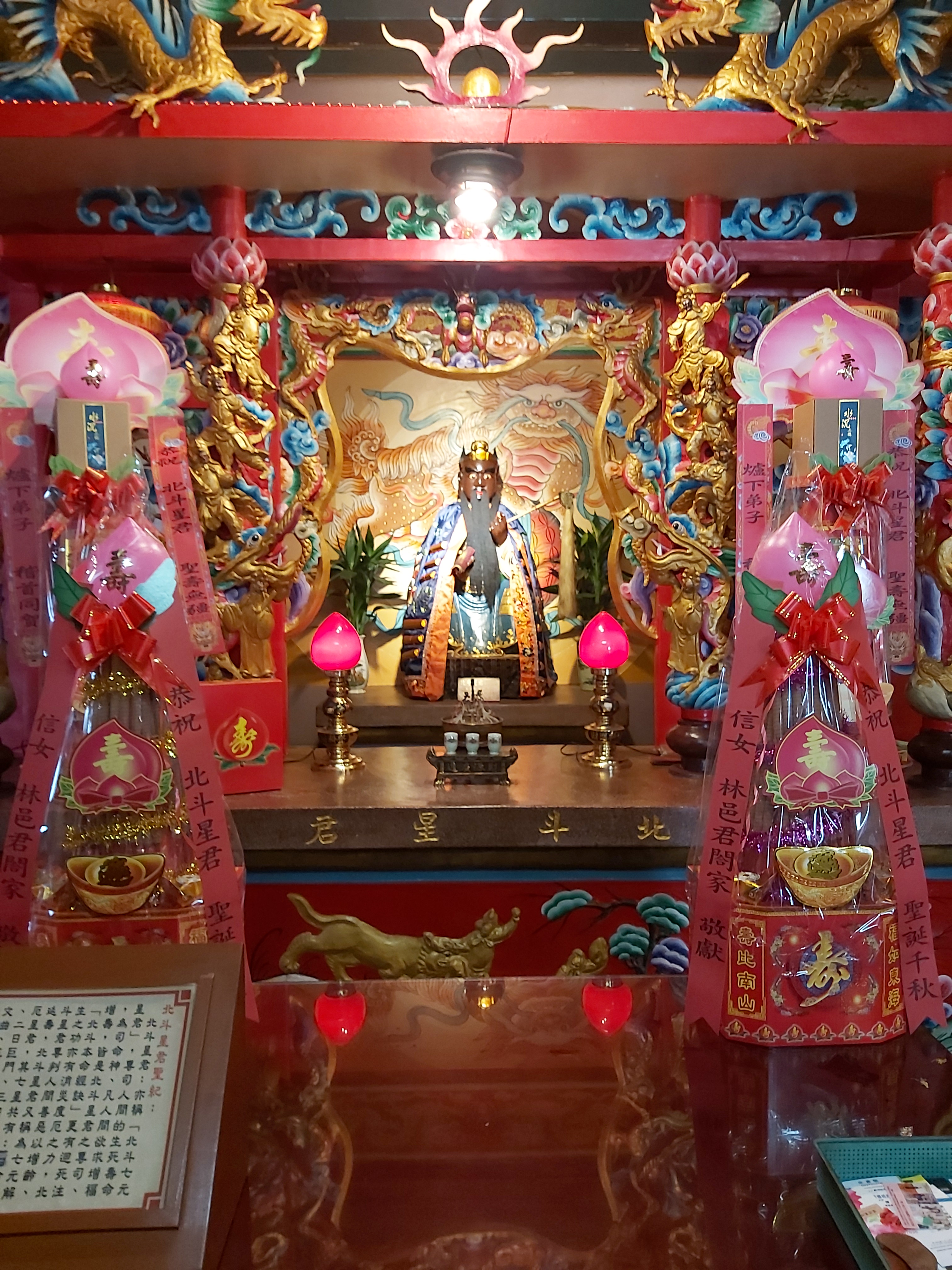
北斗星君
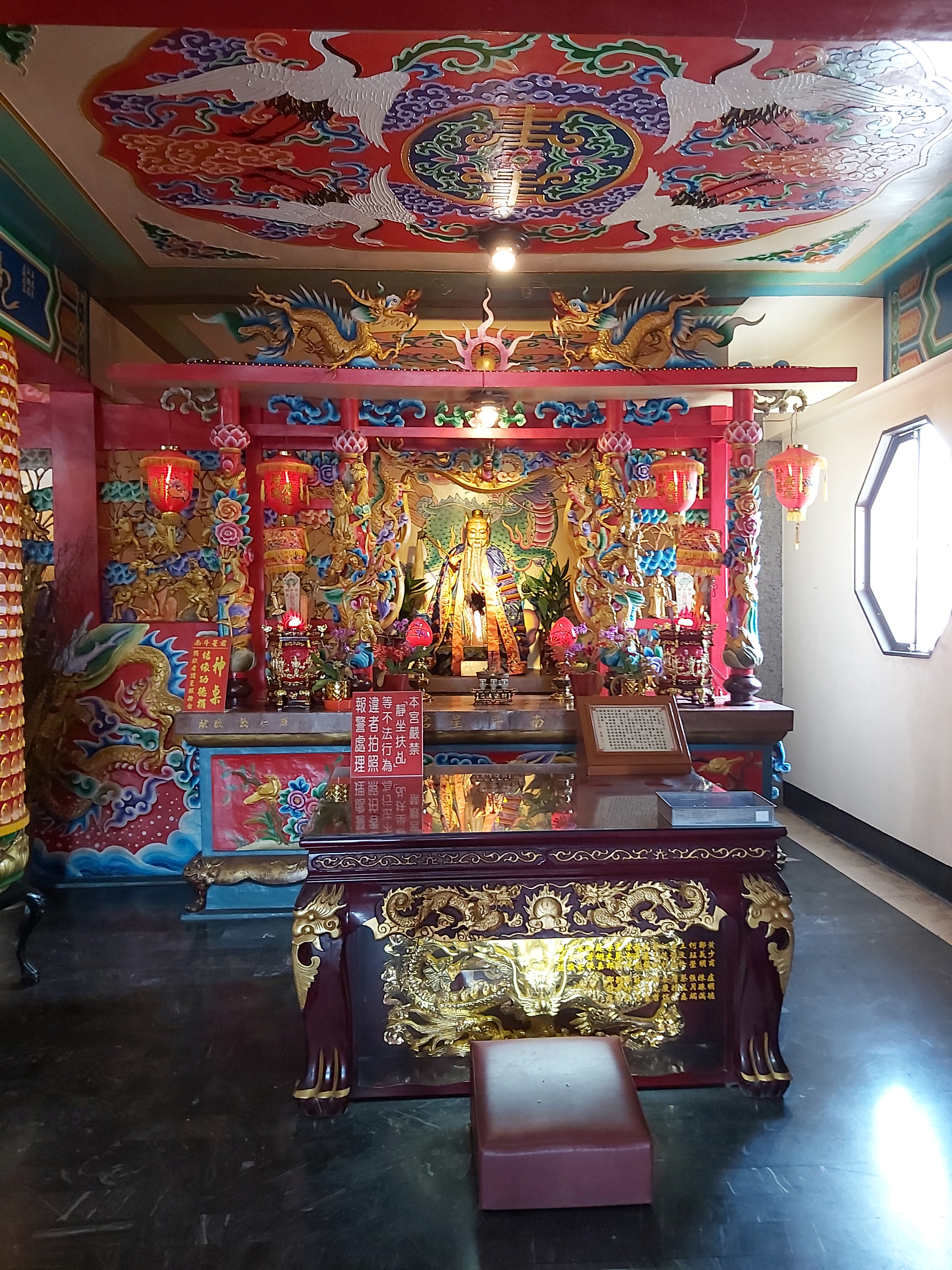
南斗星君
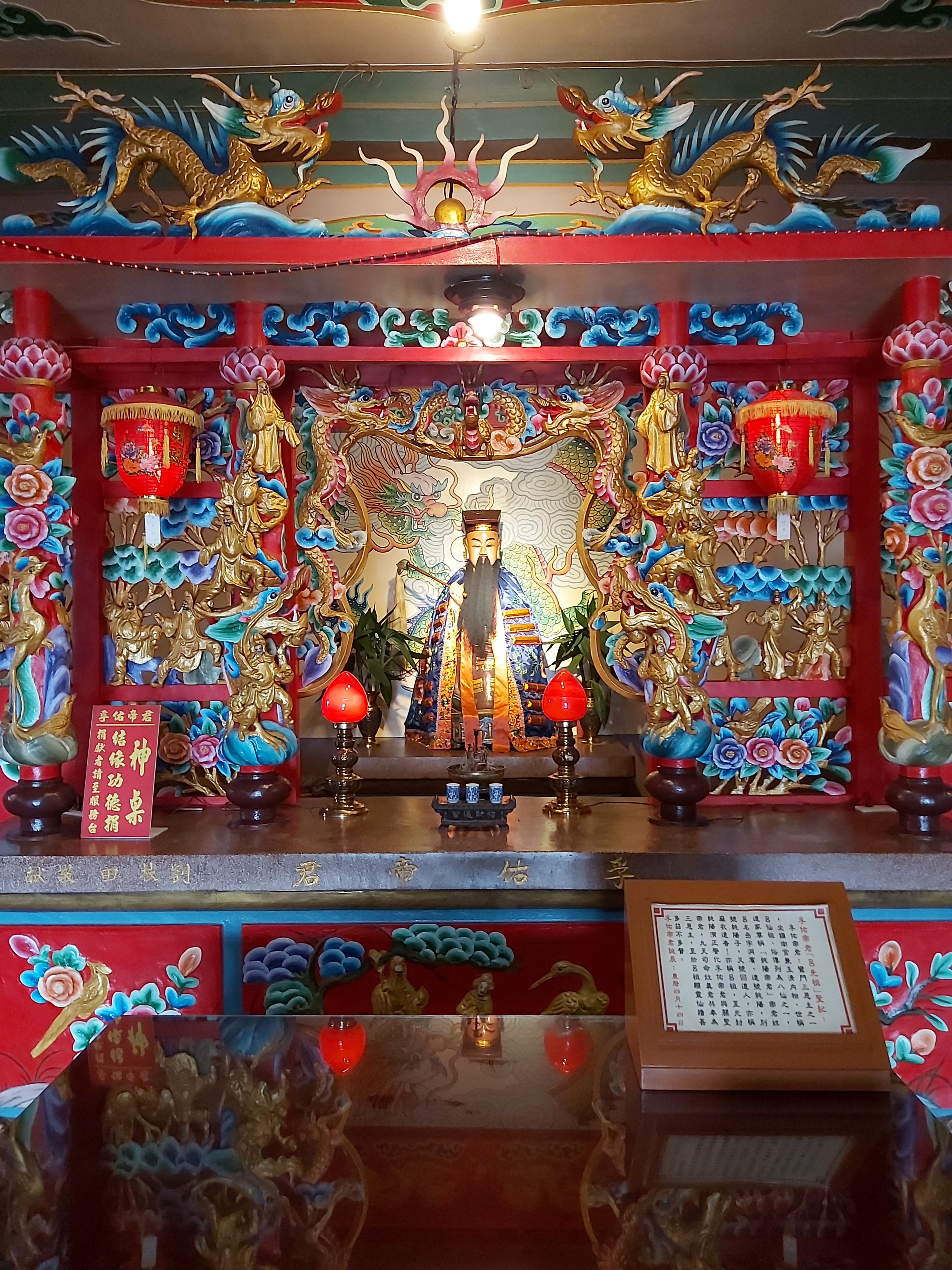
孚佑帝君
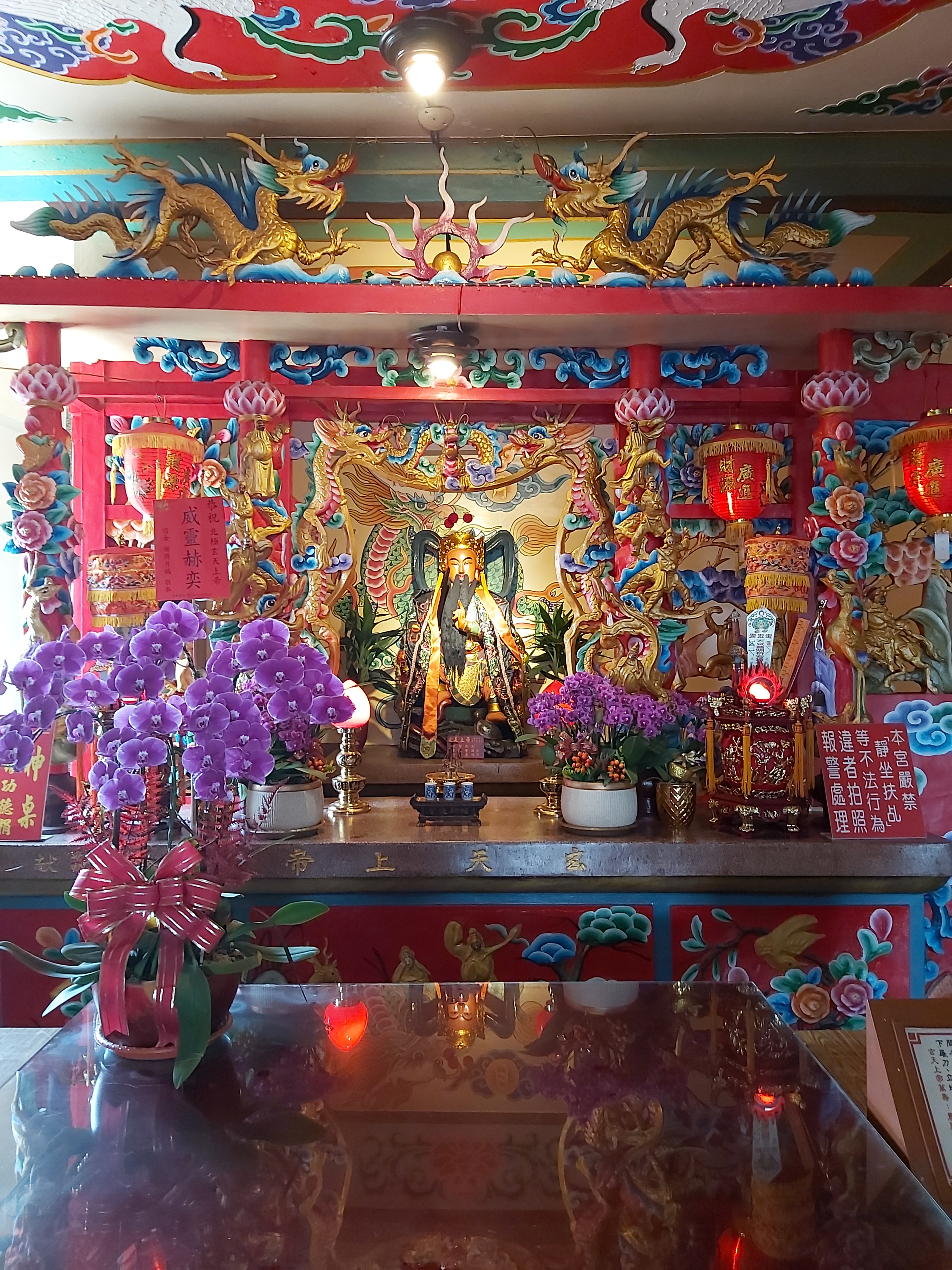
玄天上帝
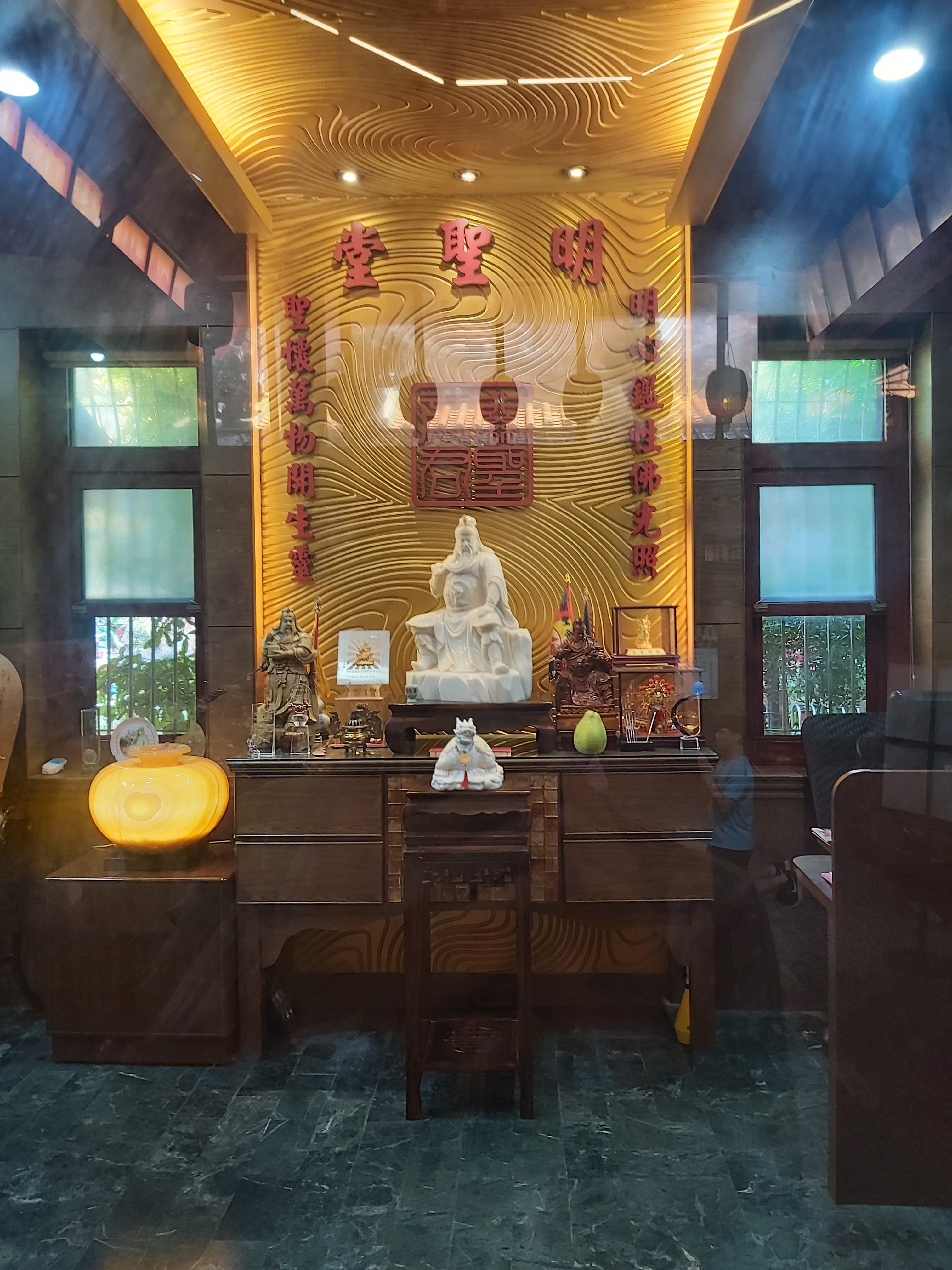
明聖堂

## 外部連結
- 台中南天宮官網 （页面存档备份，存于）
- 台中南天宮的Facebook專頁 （页面存档备份，存于）
- 臺中南天宮的Instagram帳戶